# Adoncholaimus chinensis
Adoncholaimus chinensis is een rondwormensoort uit de familie van de Oncholaimidae. De wetenschappelijke naam van de soort is voor het eerst geldig gepubliceerd in 2009 door Huang & Zhang.